# Drosophiliti
Drosophiliti Grimaldi, 1990, è un grande gruppo di insetti dell'ordine dei Ditteri, inquadrato al rango di infratribù nell'ambito della sottotribù dei Drosophilina (Brachycera: Drosophilidae). Con oltre 3000 specie, pari a circa tre quarti della famiglia dei Drosophilidae, i Drosophiliti rappresentano il raggruppamento sistematico immediatamente superiore al rango di genere più ricco della famiglia. 

## Descrizione
Grimaldi (1990) ha definito due apomorfie distintive dei Drosophiliti, individuate in due caratteri morfoanatomici del cibarium:
- sensilli tricoidei: in molti Ephydroidea il cibarium presenta dei peli sensoriali (sensilli tricoidei) le cui caratteristiche sono prese in considerazione nell'analisi cladistica da diversi Autori. Questi sensilli si raggruppano in tre posizioni: anteriori, in piccolo numero, disposti all'estremità distale dell'ipofaringe, mediali, allineati su due file ai lati dell'ipofaringe, e posteriori, allineati anch'essi su due file ai lati dell'ipofaringe. Nei Drosophiliti ciascuna delle file posteriori è composta da circa 20 sensilli o, in alcuni generi, da un numero maggiore (fino circa 40), contrariamente agli altri Drosophilidae, nei quali si ha un numero decisamente minore (2-3 per fila) di sensilli;
- parete ventrale del cibarium: nei Drosophiliti questa regione è ristretta anteriormente e più larga posteriormente, assumendo un profilo piriforme.

Grimaldi fa notare che non vi sono caratteri morfologici esterni che possano differenziare i Drosophiliti, ma fa presente che i Drosophiliti possono essere distinti esteriormente in base alle apomorfie dei Drosophilinae e all'assenza dei caratteri specifici dei Laccodrosophiliti.

## Sistematica
L'infratribù dei Drosophiliti è stata definita da Grimaldi (1990) con la revisione della classificazione interna dei Drosophilidae. Fino ad allora, la famiglia si suddivideva nelle due sottofamiglie degli Steganinae e dei Drosophilinae e quest'ultima, comprendente la maggior parte dei Drosophilidae, in 5 tribù, definite un anno prima da Okada. Per quanto concerne l'albero tassonomico dei Drosophilinae, Grimaldi ha mantenuto la tribù dei Drosophilini ma con un'accezione più estesa: nei Drosophilini sensu Grimaldi, infatti, confluiscono tutte le tribù sensu Okada, mentre i generi Cladochaeta e Diathoneura vengono spostati in una nuova tribù, quella dei Cladochaetini. A loro volta, i Drosophilini vengono suddivisi da Grimaldi in due sottotribù, Colocasiomyina e Drosophilina. La prima corrisponde in parte ai Colocasiomyini di Okada, la seconda all'insieme delle altre quattro tribù. Un'ulteriore suddivisione, in infratribù, separa i generi Laccodrosophila e Zapriothrica dal resto dei Drosophilina.
Nel complesso, i Drosophiliti comprendono circa 3080 specie ripartite fra 34 generi, di cui uno estinto:
- Infratribù Drosophiliti (Drosophilinae: Drosophilini: Drosophilina):
  - Bialba Bock, 1989: 1 specie.
  - Calodrosophila Wheeler & Takada, 1964: 1 specie.
  - Celidosoma Hardy, 1965: 1 specie
  - Chymomyza Czerny, 1903: 56 specie.
  - Dettopsomyia Lamb, 1914: 15 specie.
  - Dichaetophora Duda, 1940: circa 60 specie.
  - Dicladochaeta Malloch, 1932: 1 specie.
  - Drosophila Fallén, 1823: presumibilmente, allo stato attuale, circa 1150.
  - Hirtodrosophila Duda, 1923: circa 160 specie.
  - Hypselothyrea Meijere, 1906: 30 specie.
  - Idiomyia Grimshaw, 1901: circa 420 specie.
  - Jeannelopsis Seguy, 1938: 3 specie.
  - Liodrosophila Duda, 1922: 64 specie.
  - Lissocephala Malloch, 1929: 32 specie.
  - Lordiphosa Basden, 1961: circa 60 specie.
  - Marquesia Malloch, 1932: 2 specie.
  - Microdrosophila Malloch, 1921: 77 specie.
  - Mulgravea Bock, 1982: 130 specie.
  - Neotanygastrella Duda, 1925: 18 specie.
  - Paraliodrosophila Duda, 1925: 5 specie.
  - Paramycodrosophila Duda, 1924: 16 specie.
  - Phorticella Duda, 1923: 12 specie.
  - Poliocephala Bock, 1989: 1 specie.
  - Protochymomyza Grimaldi, 1987 (estinto): 1 specie fossile.
  - Samoaia Malloch, 1934: 7 specie.
  - Scaptodrosophila Duda, 1923: circa 280 specie.
  - Scaptomyza Hardy, 1849: circa 260 specie.
  - Sphaerogastrella Duda, 1922: 10 specie.
  - Styloptera Duda, 1924: 10 specie.
  - Tambourella Wheeler, 1957: 3 specie.
  - Zaprionus Coquillett, 1901: circa 60 specie.
  - Zaropunis Tsacas, 1990: 1 specie.
  - Zygothrica Wiedemann, 1830: circa 130 specie.

Nella storia della tassonomia dei generi dei Drosophiliti va citato il progressivo scorporo del genere Drosophila, ritenuto parafiletico. In passato, questo genere comprendeva oltre la metà delle specie dei Drosophilidae e si suddivideva in oltre dieci sottogeneri. Attualmente, secondo quanto riportato dal TaxoDros, la dimensione del genere Drosophila si è sostanzialmente ridotta a poco più di un migliaio di specie, molte delle quali sono ripartite fra otto sottogeneri. Altri sottogeneri, come Scaptodrosophila, Idiomyia, Microdrosophila e Lordiphosa sono attualmente trattati come generi separati.